# Dänemark-Rundfahrt 2006
Die 16. Dänemark-Rundfahrt war ein Straßenradrennen, dass vom 2. bis 6. August 2006 stattfand. Das Etappenrennen wurde in vier Etappen und zwei Halbetappen über eine Distanz von 874 km ausgetragen. Es begann in Frederikshavn und endete in Frederiksberg. Höhepunkt der Rundfahrt war die 2. Etappe von Aalestrup nach Vejle. Die Königsetappe hielt für die Profis die höchste Erhebung Dänemarks bereit. Auf dem Weg zum 173 m hohen Yding Skovhøj musste das Peloton einen Anstieg von bis zu 21 % Steigung bewältigen. Die Dänemark-Rundfahrt zählte zur UCI Europe Tour 2006 und war dort in die höchste Kategorie 2.HC eingestuft.
Dank seiner beiden Siege auf der Königsetappe und beim Zeitfahren konnte sich der Schweizer Fabian Cancellara vom dänischen Team CSC den Gesamtsieg sichern.

## Teilnehmer
UCI ProTeams
- CSC
- T-Mobile
- Liquigas-Bianchi
- Davitamon-Lotto
- Gerolsteiner

Professional Continental Teams
- Unibet.com
- Ceramiche Panaria-Navigare
- Barloworld
- Chocolade Jacques-Topsport Vlaanderen
- Intel-Action
- L.P.R.
- Skil-Shimano

Continental Teams
- GLS
- Glud & Marstrand Horsens
- Designa Køkken

Sonstige
- Nationale Auswahl Dänemark

## Etappen

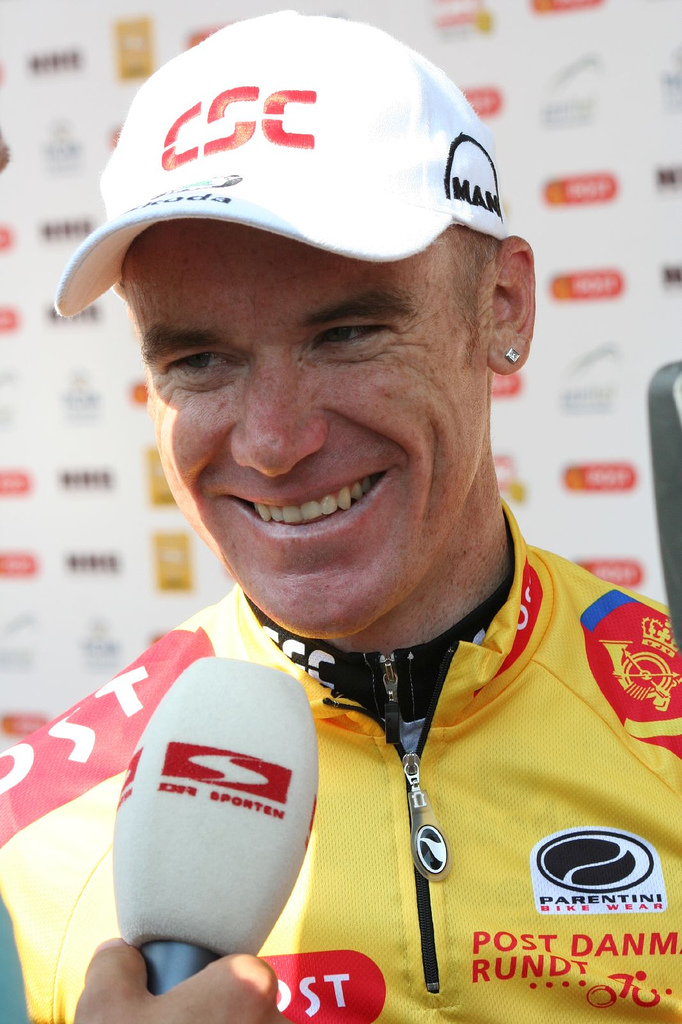
Stuart O’Grady nach der dritten Etappe im Führungstrikot

| Etappe     | Tag       | Start – Ziel                | km  | Etappensieger     | Gesamtwertung     |
| ---------- | --------- | --------------------------- | --- | ----------------- | ----------------- |
| 1. Etappe  | 2. August | Frederikshavn – Viborg      | 215 | Aitor Galdós      | Aitor Galdós      |
| 2. Etappe  | 3. August | Aalestrup – Vejle           | 185 | Fabian Cancellara | Fabian Cancellara |
| 3. Etappe  | 4. August | Kolding – Odense            | 205 | Robert Förster    | Stuart O’Grady    |
| 4a. Etappe | 5. August | Sorø – Hillerød             | 100 | Olaf Pollack      | Stuart O’Grady    |
| 4b. Etappe | 5. August | Helsingør – Helsingør (EZF) | 014 | Fabian Cancellara | Fabian Cancellara |
| 5. Etappe  | 6. August | Gilleleje – Frederiksberg   | 155 | Robert Förster    | Fabian Cancellara |